# Catástrofe del hierro
La catástrofe del hierro fue un evento geológico importante postulado al principio de la historia de la Tierra, donde metales pesados como el hierro y el níquel se congregaron en el núcleo durante un breve período geológico. 
Se cree que la acumulación original del material de la Tierra en una masa esférica ha dado como resultado una composición relativamente uniforme. Si bien el calor residual de la colisión del material que formó la Tierra fue significativo, el calentamiento de los materiales radiactivos en esta masa aumentó gradualmente la temperatura hasta que se alcanzó una condición crítica. A medida que el material se fundía lo suficiente como para permitir el movimiento, el hierro y el níquel más densos, distribuidos uniformemente en toda la masa, comenzaron a migrar al centro del planeta para formar el núcleo. Se cree que la energía potencial gravitacional liberada por el hundimiento de los glóbulos densos de NiFe, junto con cualquier material sólido más denso y frío, fue un proceso descontrolado, aumentando la temperatura del protoplaneta por encima del punto de fusión de la mayoría de los componentes, lo que resulta en un rápido Formación de un núcleo de hierro fundido cubierto por un profundo magma de silicato global. Este evento, un proceso importante de diferenciación planetaria, ocurrió alrededor de 500 millones de años en la formación del planeta.

## Formación de la magnetosfera terrestre
Esta gran masa giratoria de metal supercaliente es responsable de la creación del campo magnético de la Tierra, la magnetosfera, que protege a la Tierra del viento solar y de los componentes más dañinos de la radiación solar proviene de nuestro Sol. La magnetosfera protege la  atmósfera y la vida de la Tierra hasta nuestros días y distingue al planeta de su vecino celestial cercano, Marte, que ya no tiene un campo magnético significativo ni una atmósfera comparable. El término catástrofe es, aquí, en el sentido matemático de "un gran cambio repentino o discontinuidad", en contraste con "un desastre", porque este evento era necesario para que la vida emergiera y evolucionara en la Tierra: sin ella, la atmósfera de la Tierra podría han sido, como en Marte, despojados por el viento solar mucho antes de la época actual.
Sin embargo, otra teoría sugiere que Marte una vez experimentó su propia catástrofe de hierro y que una vez estuvo protegida por una magnetosfera. Según esta teoría, Marte simplemente se ha enfriado más rápido que la Tierra, solidificando gradualmente su centro dinámico de hierro y, por lo tanto, apagando su magnetosfera. El hallazgo de signos de agua líquida una vez que existió en Marte sugiere que una vez tuvo su propio escudo magnético para evitar que el agua en la atmósfera del planeta sea expulsada al espacio por el viento solar.